# NGC 3931
NGC 3931 је елиптична галаксија у сазвежђу Велики медвед која се налази на NGC листи објеката дубоког неба.
Деклинација објекта је + 52° 0' 5" а ректасцензија 11h 51m 13,4s. Привидна величина (магнитуда) објекта NGC 3931 износи 13,9 а фотографска магнитуда 14,9. NGC 3931 је још познат и под ознакама NGC 3917A, UGC 6925, MCG 9-20-11, CGCG 269-9, NPM1G +52.0151, CGCG 268-96, PGC 37073.